# Србија у 2013.
У наставку су наведени догађаји који су се десили током 2013. у Србији.

## На дужности
- Председник: Томислав Николић
- Премијер: Ивица Дачић

## Догађаји

### Април
- 9. април – Најмање 13 људи је погинуло, а три су повређене у пуцњави у селу Велика Иванча.

### Октобар
- 20. октобар - У Београду је умрла Јованка Броз, удовица Јосипа Броза Тита (доживотног председника Југославије).[2]